# Nicola Zalewski
Nicola Zalewski (Tivoli, 23 januari 2002) is een Pools-Italiaans voetballer die doorgaans speelt als middenvelder. In augustus 2025 verruilde hij Internazionale voor Atalanta Bergamo. Zalewski maakte in 2021 zijn debuut in het Pools voetbalelftal.

## Clubcarrière
Zalewski begon op negenjarige leeftijd te voetballen in de jeugdopleiding van AS Roma. Aan het einde van het seizoen 2020/21 mocht hij zich melden bij het eerste elftal van de Romeinse club. Eerder dat seizoen had hij al een professioneel contract getekend tot de zomer van 2024. In de hoofdmacht debuteerde hij op 6 mei 2021, tijdens de halve finale van de Europa League. Edinson Cavani scoorde tweemaal voor de bezoekers van Manchester United. Edin Džeko en Bryan Cristante zetten de stand op 2–2. Zalewski was op de reservebank begonnen en mocht van coach Paulo Fonseca veertien minuten voor tijd invallen voor Pedro. Een schot van de Pool werd van richting veranderd door Alex Telles, die met een eigen doelpunt de stand bepaalde op 3–2 voor AS Roma. In december 2021 werd het contract van Zalewski opengebroken en met een jaar verlengd.
In februari 2025 werd Zalewski verhuurd aan Internazionale tot het einde van het seizoen. De Milanese club verkreeg tevens een optie tot definitieve aankoop. Met Internazionale bereikte hij de finale van de UEFA Champions League, waarin Paris Saint-Germain met 5–0 te sterk was. In juni 2025 besloot de Milanese club om de optie in zijn huurcontract te lichten, waardoor hij voor een bedrag van circa 6,3 miljoen euro definitief overkwam van AS Roma en hij tekende voor vier jaar bij Inter.
Een maand na zijn definitieve transfer naar Inter werd hij alweer voor een bedrag van cica zeventien miljoen euro verkocht aan Atalanta Bergamo, waar hij voor vier jaar tekende met een optie op twee seizoenen extra.

## Clubstatistieken
| Seizoen | Club             | Competitie | Competitie | Competitie | Beker | Beker | Internationaal | Internationaal | Totaal | Totaal |
| Seizoen | Club             | Competitie | Wed.       | Dlp.       | Wed.  | Dlp.  | Wed.           | Dlp.           | Wed.   | Dlp.   |
| ------- | ---------------- | ---------- | ---------- | ---------- | ----- | ----- | -------------- | -------------- | ------ | ------ |
| 2020/21 | AS Roma          | Serie A    | 1          | 0          | 0     | 0     | 1              | 0              | 2      | 0      |
| 2021/22 | AS Roma          | Serie A    | 16         | 0          | 1     | 0     | 7              | 0              | 24     | 0      |
| 2022/23 | AS Roma          | Serie A    | 33         | 2          | 2     | 0     | 12             | 0              | 47     | 2      |
| 2023/24 | AS Roma          | Serie A    | 22         | 0          | 2     | 0     | 9              | 0              | 33     | 0      |
| 2024/25 | AS Roma          | Serie A    | 12         | 0          | 1     | 0     | 4              | 0              | 17     | 0      |
| 2024/25 | → Internazionale | Serie A    | 11         | 1          | 2     | 0     | 4              | 0              | 17     | 1      |
| 2025/26 | Internazionale   | Serie A    | —          | —          | —     | —     | —              | —              | —      | —      |
| 2025/26 | Atalanta Bergamo | Serie A    | 0          | 0          | 0     | 0     | 0              | 0              | 0      | 0      |
| Totaal  | Totaal           | Totaal     | 95         | 3          | 8     | 0     | 37             | 0              | 140    | 3      |

Bijgewerkt op 20 augustus 2025.

## Interlandcarrière
Zalewski maakte zijn debuut in het Pools voetbalelftal op 5 september 2021, toen met 1–7 gewonnen werd van San Marino in een kwalificatiewedstrijd voor het WK 2022. Robert Lewandowski (tweemaal), Karol Świderski, Karol Linetty en Adan Buksa (driemaal) scoorden voor Polen, de tegentreffer kwam van Nicola Nanni. Zalewski moest van bondscoach Paulo Sousa op de reservebank beginnen en hij viel na zesenzestig minuten spelen in voor Tymoteusz Puchacz. De andere debutanten dit duel waren Bartosz Slisz (Legia Warschau) en Jakub Kamiński (Lech Poznań).
In oktober 2022 werd Zalewski door bondscoach Czesław Michniewicz opgenomen in de Poolse voorselectie voor het WK 2022. Drie weken later werd hij ook opgenomen in de definitieve selectie. Tijdens dit WK werd Polen door Frankrijk uitgeschakeld in de achtste finales nadat in de groepsfase was gelijkgespeeld tegen Mexico, gewonnen van Saoedi-Arabië en verloren van Argentinië. Zalewski kwam in twee duels in actie. Zijn toenmalige clubgenoten Paulo Dybala (Argentinië), Rui Patrício (Portugal) en Matías Viña (Uruguay) waren ook actief op het toernooi.
Zalewski werd in mei 2024 door bondscoach Michał Probierz opgenomen in de voorselectie van Polen voor het EK 2024 in Duisland. Later werd hij ook opgenomen in de definitieve selectie. Drie dagen later maakte Zalewski zijn eigen doelpunt in de nationale ploeg, tijdens een oefenwedstrijd tegen Turkije. Na een treffer van Karol Świderski en een tegengoal van Barış Alper Yılmaz besliste hij de uitslag op 2–1. Polen werd in de groepsfase uitgeschakeld na nederlagen tegen Nederland (1–2) en Oostenrijk (1–3) en een gelijkspel tegen Frankrijk (1–1). Zalewski kwam op het EK in alle duels in actie. Zijn toenmalige clubgenoten Lorenzo Pellegrini, Bryan Cristante, Gianluca Mancini, Stephan El Shaarawy (allen Italië), Rasmus Nissen Kristensen (Denemarken), Romelu Lukaku (België), Zeki Çelik (Turkije) en Rui Patrício (Portugal) waren ook actief op het toernooi.
| Interlands van Nicola Zalewski voor Polen | Interlands van Nicola Zalewski voor Polen | Interlands van Nicola Zalewski voor Polen | Interlands van Nicola Zalewski voor Polen | Interlands van Nicola Zalewski voor Polen | Interlands van Nicola Zalewski voor Polen | Interlands van Nicola Zalewski voor Polen |
| №                                         | Datum                                     | Wedstrijd                                 | Uitslag                                   | Competitie                                | Goals                                     |                                           |
| Als speler bij AS Roma                    | Als speler bij AS Roma                    | Als speler bij AS Roma                    | Als speler bij AS Roma                    | Als speler bij AS Roma                    | Als speler bij AS Roma                    | Als speler bij AS Roma                    |
| ----------------------------------------- | ----------------------------------------- | ----------------------------------------- | ----------------------------------------- | ----------------------------------------- | ----------------------------------------- | ----------------------------------------- |
| 1                                         | 5 september 2021                          | San Marino – Polen                        | 1 – 7                                     | WK 2022 kwalificatie                      |                                           |                                           |
| 2                                         | 1 juni 2022                               | Polen – Wales                             | 2 – 1                                     | Nations League 2022/23                    |                                           |                                           |
| 3                                         | 8 juni 2022                               | België – Polen                            | 6 – 1                                     | Nations League 2022/23                    |                                           |                                           |
| 4                                         | 11 juni 2022                              | Nederland – Polen                         | 2 – 2                                     | Nations League 2022/23                    |                                           |                                           |
| 5                                         | 14 juni 2022                              | Polen – België                            | 0 – 1                                     | Nations League 2022/23                    |                                           |                                           |
| 6                                         | 22 september 2022                         | Polen – Nederland                         | 0 – 2                                     | Nations League 2022/23                    |                                           |                                           |
| 7                                         | 25 september 2022                         | Wales – Polen                             | 0 – 1                                     | Nations League 2022/23                    |                                           |                                           |
| 8                                         | 22 november 2022                          | Mexico – Polen                            | 0 – 0                                     | WK 2022                                   |                                           |                                           |
| 9                                         | 4 december 2022                           | Frankrijk – Polen                         | 3 – 1                                     | WK 2022                                   |                                           |                                           |
| 10                                        | 24 maart 2023                             | Tsjechië – Polen                          | 3 – 1                                     | EK 2024 kwalificatie                      |                                           |                                           |
| 11                                        | 27 maart 2023                             | Polen – Albanië                           | 1 – 0                                     | EK 2024 kwalificatie                      |                                           |                                           |
| 12                                        | 20 juni 2023                              | Moldavië – Polen                          | 3 – 2                                     | EK 2024 kwalificatie                      |                                           |                                           |
| 13                                        | 17 november 2023                          | Polen – Tsjechië                          | 1 – 1                                     | EK 2024 kwalificatie                      |                                           |                                           |
| 14                                        | 21 november 2023                          | Polen – Letland                           | 2 – 0                                     | Vriendschappelijk                         |                                           |                                           |
| 15                                        | 21 maart 2024                             | Polen – Estland                           | 5 – 1                                     | EK 2024 kwalificatie                      |                                           |                                           |
| 16                                        | 26 maart 2024                             | Wales – Polen                             | 0 – 0 (4 – 5 n.s.)                        | EK 2024 kwalificatie                      |                                           |                                           |
| 17                                        | 7 juni 2024                               | Polen – Oekraïne                          | 3 – 1                                     | Vriendschappelijk                         |                                           |                                           |
| 18                                        | 10 juni 2024                              | Polen – Turkije                           | 2 – 1                                     | Vriendschappelijk                         | 90'                                       |                                           |
| 19                                        | 16 juni 2024                              | Polen – Nederland                         | 1 – 2                                     | EK 2024                                   |                                           |                                           |
| 20                                        | 21 juni 2024                              | Polen – Oostenrijk                        | 1 – 3                                     | EK 2024                                   |                                           |                                           |
| 21                                        | 25 juni 2024                              | Frankrijk – Polen                         | 1 – 1                                     | EK 2024                                   |                                           |                                           |
| 22                                        | 5 september 2024                          | Schotland – Polen                         | 2 – 3                                     | Nations League 2024/25                    | 90+7' (pen.)                              |                                           |
| 23                                        | 8 september 2024                          | Kroatië – Polen                           | 1 – 0                                     | Nations League 2024/25                    |                                           |                                           |
| 24                                        | 12 oktober 2024                           | Polen – Portugal                          | 1 – 3                                     | Nations League 2024/25                    |                                           |                                           |
| 25                                        | 15 oktober 2024                           | Polen – Kroatië                           | 3 – 3                                     | Nations League 2024/25                    | 45'                                       |                                           |
| 26                                        | 15 november 2024                          | Portugal – Polen                          | 5 – 1                                     | Nations League 2024/25                    |                                           |                                           |
| 27                                        | 18 november 2024                          | Polen – Schotland                         | 1 – 2                                     | Nations League 2024/25                    |                                           |                                           |
| Als speler bij Internazionale             |                                           |                                           |                                           |                                           |                                           |                                           |
| 28                                        | 6 juni 2025                               | Polen – Moldavië                          | 2 – 0                                     | Vriendschappelijk                         |                                           |                                           |
| 29                                        | 10 juni 2025                              | Finland – Polen                           | 2 – 1                                     | WK 2026 kwalificatie                      |                                           |                                           |

Bijgewerkt op 20 augustus 2025.

## Erelijst
| UEFA Conference League | 1 | 2021/22 |